# یکاترینا واسیلی‌یوا
یکاترینا واسیلی‌یوا (روسی: Екатерина Серге́евна Васильева؛ زادهٔ ۱۵ اوت ۱۹۴۵) بازیگر اهل کشور اتحاد جماهیر شوروی سوسیالیستی و روسیه است.
از فیلم‌ها یا برنامه‌های تلویزیونی که وی در آن نقش داشته‌است می‌توان به آدم و حوا و صاعقه سیاه اشاره کرد.
وی همچنین برندهٔ جوایزی همچون هنرمند مردمی جمهوری شوروی فدراتیو سوسیالیستی روسیه شده‌است.